# Aignay-le-Duc
Aignay-le-Duc é uma comuna francesa na região administrativa da Borgonha-Franco-Condado, no departamento de Côte-d'Or. Estende-se por uma área de 25,28 km². Em 2010 a comuna tinha 282 habitantes (densidade: 11,2 hab./km²).